# Małopolski Konkurs Prac Matematycznych
Małopolski Konkurs Prac Matematycznych – konkurs prac matematycznych adresowany do uczniów szkół podstawowych, gimnazjum i szkół ponadgimnazjalnych, organizowany od 1976 przez Oddział Krakowski Polskiego Towarzystwa Matematycznego i (od 1978) Krakowskie Młodzieżowe Towarzystwo Przyjaciół Nauk i Sztuk.